# Ramón Ortega y Frías
Ramón Ortega y Frías, född den 1 mars 1825 i Granada, död den 16 februari 1883 i Madrid, var en spansk romanförfattare.
Ortega y Frías var en outtröttlig arbetare, vars till omkring 150 volymer uppgående arbeten åtnjöt stor popularitet för behaglig stil och intressant innehåll. Hans debutarbeten var El caballero Relámpago och Guzmán el Bueno, på vilka följde El diablo en palacio, La capa del diablo, som utgick i etthundratusen exemplar, Las hijas de Elena, La casa de Tócame-Roque, El anillo de Satanás, Los libertinos, Dos pillos, El padre Ginés, historisk roman från Filip II:s tid, El gran tirano, La cruz de la ermita, Amor de un angel, La loca del Vaticano, Honor de esposa y corazón de madre, Historia de una mujer bonita och El esclavo de su crimen med flera.